# Прощавай, друже
«Прощавай, друже» (фр. Adieu l'ami) — пригодницький фільм 1968 року.

## Сюжет
Діно Баррен, лейтенант медичної служби, повертається з Алжиру, де він брав участь у програній війні. Баррен красивий і молодий, але втома і байдужість до всього написані у нього на обличчі. Молодий лікар привертає увагу Проппа — десантника іноземного легіону.

## Ролі виконують
- Ален Делон — Діно Баран
- Чарльз Бронсон — Франц Пропп
- Ольга Жорж-Піко — Ізабель Моро
- Бріжіт Фоссе — Домінік Австерліц, «Ватерлоо»
- Бернард Фрессон — інспектор Мелутис